# Río Wörnitz
El río Wörnitz es un corto río de Alemania, un afluente de la margen izquierda del río Danubio que discurre por Baviera.
Nace en el oeste de Baviera, en Schillingsfürst, a la altura francona. Atraviesa Dinkelsbühl y Wassertrüdingen. Entra cerca de Auhausen en la región conocida como Ries de Nördlingen; después se dirige al sur. 
El río Wörnitz es también conocido como «río de la Serpiente» por sus muchas curvas. En Donauwörth desemboca en el río Danubio.
- Datos: Q833846
- Multimedia: Wörnitz (river) / Q833846